# نادي روتاش-إيجرن
روتاش-إيجرن ( بالإنجليزية: FC Rottach-Egern) هو نادي كرة قدم من بلدية روتاخ - إجرن في ولاية بافاريا العليا. حصل نادي الهواة على اعتراف دولي من خلال مبارياته الودية المنتظمة ضد نادي بايرن ميونخ. بالإضافة إلى ذلك، غالبًا ما تستخدم الأندية الأوروبية الكبرى المرافق الرياضية في تيغرنسي للتدريب الصيفي قبل الموسم. تأسس النادي عام 1946 ويلعب حاليًا في Kreisklasse Zugspitze I (الدرجة التاسعة). 

## تاريخه
بعد نهاية الحرب العالمية الثانية، انضم بعض عشاق كرة القدم، تحت قيادة ألبرت "ديدي" ديستلر، إلى TSV روتاخ - إجرن كقسم لكرة القدم في يونيو 1946 في مقهى وينكلر. بعد بضعة أسابيع، أقيمت المباراة الأولى ضد فريق TuS Marienstein. في 1 أغسطس 1946 سجل فريق روتاتشرز للعب في الدوري وفي 20 فبراير 1947، تأسس نادي روتاش إيجيرن في نزل زور فايساخ. 
أعلى دوري وصل إليه النادي حتى الآن هو بتسيركليغا. تم تحقيق الترقية 4 مرات (1969، 1978-1981، 1995-2000، والأخيرة في عام 2002). حاليًا، يتواجد الفريق الأول للنادي في Kreisklasse Zugspitze وأنهى موسم 2022/23 في المركز السادس (من أصل 8) 

## معسكرات التدريب
كان أول ملعب لكرة القدم للنادي في شارع أريبوستراسه ولكن كان لا بد من نقله في عام 1956 بسبب اعمال البناء. ولهذا السبب لعب النادي في البداية مبارياته على أرضه في مواقع مختلفة، وفي عام 1959، بدأ بناء ملعب رياضي جديد. كان هذا الملعب الجديد يتسع لنحو 2500 متفرج وتم افتتاحه في سبتمبر/أيلول الماضي.
يتم استخدام معسكر تدريب تيجرنسي في كثير من الأحيان للتدريب قبل الموسم الصيفي. لقد أمضت فرق أوروبية كبرى مثل بلاكبيرن روفرز،  وآرسنال، وبايرن ميونيخ، وليفربول، ومانشستر سيتي، وهوفنهايم، وبوروسيا مونشنغلادباخ، وبازل، فصول الصيف هناك.  ونتيجة للطلب المرتفع، في عام 2018، تم رفض طلب نادي ليفربول لكرة القدم تحت قيادة يورجن كلوب بزيارة معسكر التدريب مرة أخرى في صيف عام 2019. وبالمثل، تلقى نادي أتلتيكو مدريد الإسباني أيضًا الرفض في نفس العام. 
في السبعينيات، كان نادي بايرن ميونخ أول نادٍ كبير يقيم معسكره في مدينة بريالب في جنوب بافاريا. الأبطال القياسيون هم لاعبون أساسيون في روتاش، وباستثناء فترة الاستراحة من 2006 إلى 2018، كانوا يأتون كل صيف للتدريب قبل الموسم في تيجيرنسي. 
تقليديًا، غالبًا ما يتبع ذلك مباراة ودية بين أندية الدوري الألماني والفريق على الرغم من أن نادي روتاش-إيجيرن لم يفز مطلقًا، إلا أن الألعاب تحظى بشعبية كبيرة، حيث تجتذب ملايين المشاهدين على منصات مثل يوتيوب.

## مباريات ودية ضد بايرن ميونخ
تعد المباريات الودية للفريق مع نادي بايرن ميونخ أحد أسباب شهرة النايد لما تلقاه المباراة السنوية من إقبال على المشاهدة والمتابعة.
| التاريخ       | الخصم            | نتيجة       | الهدافين |
| ------------- | ---------------- | ----------- | --- |
| 24 يوليو 2024 | نادي بايرن ميونخ | 14:1 (7:1)  | لبايرن: تيل (3)، ليسينا (2)، إيرانكوندا (2)، مزراوي (1)، غيريرو (1)، إبراهيموفيتش (1)، بوي (1)، السادات (1)، أسب (1)، أسيكو نكيلي. (1) لروتاش: شليتشتنر (1) |
| 18 يوليو 2023 | نادي بايرن ميونخ | 27:0 (18:0) | لبايرن: موسيالا (5)، تيل (5)، سابيتزر (5)، جنابري (3)، ديفيز، لايمر، مزراوي، أوباميكانو، ساني، غيريرو، جرافنبرتش، كومان، ماني                               |
| 8 اغسطس 2019  | نادي بايرن ميونخ | 23:0 (11:0) | لبايرن: توليسو (4)، ليفاندوفسكي (3)، جوريتزكا (3)، فريدت (3)، توماس مولر (3)، ريناتو سانشيز (2)، داجاكو، جنابري، سينغ، نولينبرجر، ديتريش (OG)               |
| 8 اغسطس 2018  | نادي بايرن ميونخ | 20:2 (7:2)  | لبايرن: كومان (3)، ليفاندوفسكي (3)، فاغنر (3)، فرانزكي (3)، توماس مولر (2)، خاميس (2)، تياجو، رودي، ريبيري، كيميتش لروتاش: شميدت، بفلوجر                    |
| 26 يوليو 2016 | نادي بايرن ميونخ | 14:1 (7:1)  | لبايرن: ماكاي (4)، سانتا كروز (3)، مايرهوفر (3)، سابا (2)، دوس سانتوس، شول، صالح حميديتش. روتاش: هوفباور                                                    |